# Rörelsen för rättigheter och friheter
Rörelsen för rättigheter och friheter (bulgariska: Движение за права и свободи, DPS; turkiska: Hak ve Özgürlükler Hareketi, HÖH) är ett liberalt politiskt parti i Bulgarien. Det brukar beskrivas som ett parti för den turkiska minoriteten i landet.
Partiets ungdomsorganisation heter DPS-Unga.

## Historia
Partiet grundades 1990 och partiledare sedan dess är Ahmed Doğan. Partiets grundande var en motreaktion till ett försök att assimilera den turkiska minoriteten i landet till majoriteten under 1980-talet. I början försökte myndigheterna blockera partiets grundade för att Bulgariens grundlag förbjuder partierna som har grundats för endast på etniska eller religiösa grunder. År 1992 ansåg domstolen dock att partiet går inte mot grundlagen.
År 2013 blev han partiets hederspresident, då Lyutvi Mestan valdes till partiordförande.
I parlamentsvalet 2001 fick Rörelsen för rättigheter och friheter 7,5 procent av rösterna och 21 av 240 parlamentsplatser. Det gick sedan med i den koalitionsregering som bildades av exkungen och partiledaren för Nationella rörelsen Simeon II Simeon Sachsen-Coburg-Gotha. I parlamentsvalet 2005 ökade Rörelsen för friheter och rättigheter till 13,7 procent av rösterna och 33 parlamentsplatser. Partiet satt i regeringsställning fram till valet den 5 juli 2009, då regeringskoalitionen förlorade makten.
Den 19 januari 2013 utsattes partiets ledare Ahmed Doğan för ett mordförsök under ett tal i Bulgariens huvudstad Sofia. En beväpnad man överraskade ledaren på scenen med en pistol riktad mot Ahmeds huvud. Gärningsmannen tryckte av men något gick fel och han kunde övermannas..
I EU-valet 2019 fick partiet 323 510 röster (16,55 %) och tre mandat i parlamentet.
DPS förväntas gå till valseger i parlamentsvalet 2021. Partiet fick 336 306 röster (10,51 %) och vann tillsammans 30 mandat till nationalförsamlingen. I maj 2021 ledde svårigheter i regeringsförhandlingar till det att landet går i nyval i juli.

## Ideologi
DPS är ett liberalt parti. Det ligger i den politiska centern, och representerar den turkiska minoritetens intresse.
Partiet är medlem i både Liberal International och ALDE.
Enligt sitt program inför parlamentsvalet 2021 stod partiet för bl.a.:
- Renare miljö och grönare jordbruk
- Funktionell decentralisering
- Aktiv deltagande av medborgarna i samhällelig diskussion
- Transparens i den offentliga förvaltning
- Bulgariens mer aktiv roll i EU

## Galleri

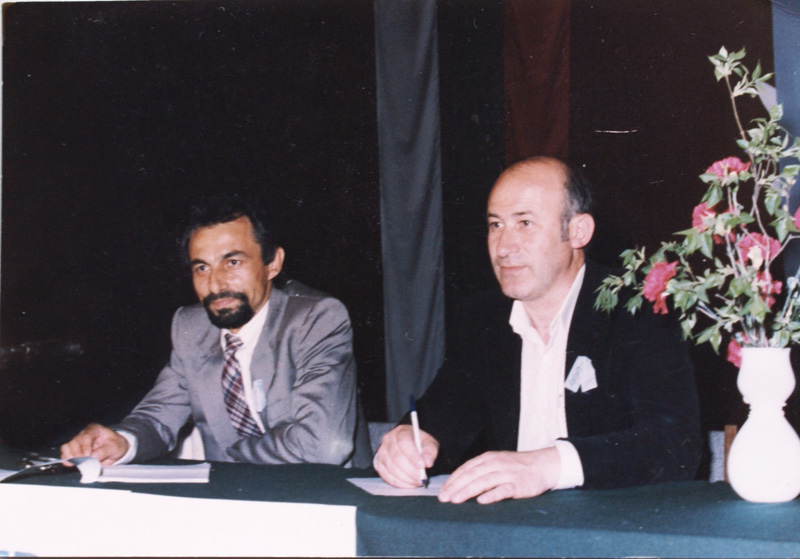
Ahmed Dogan och Yenal Bekir år 1990.
Partiets stöd i parlamentsvalet 2014
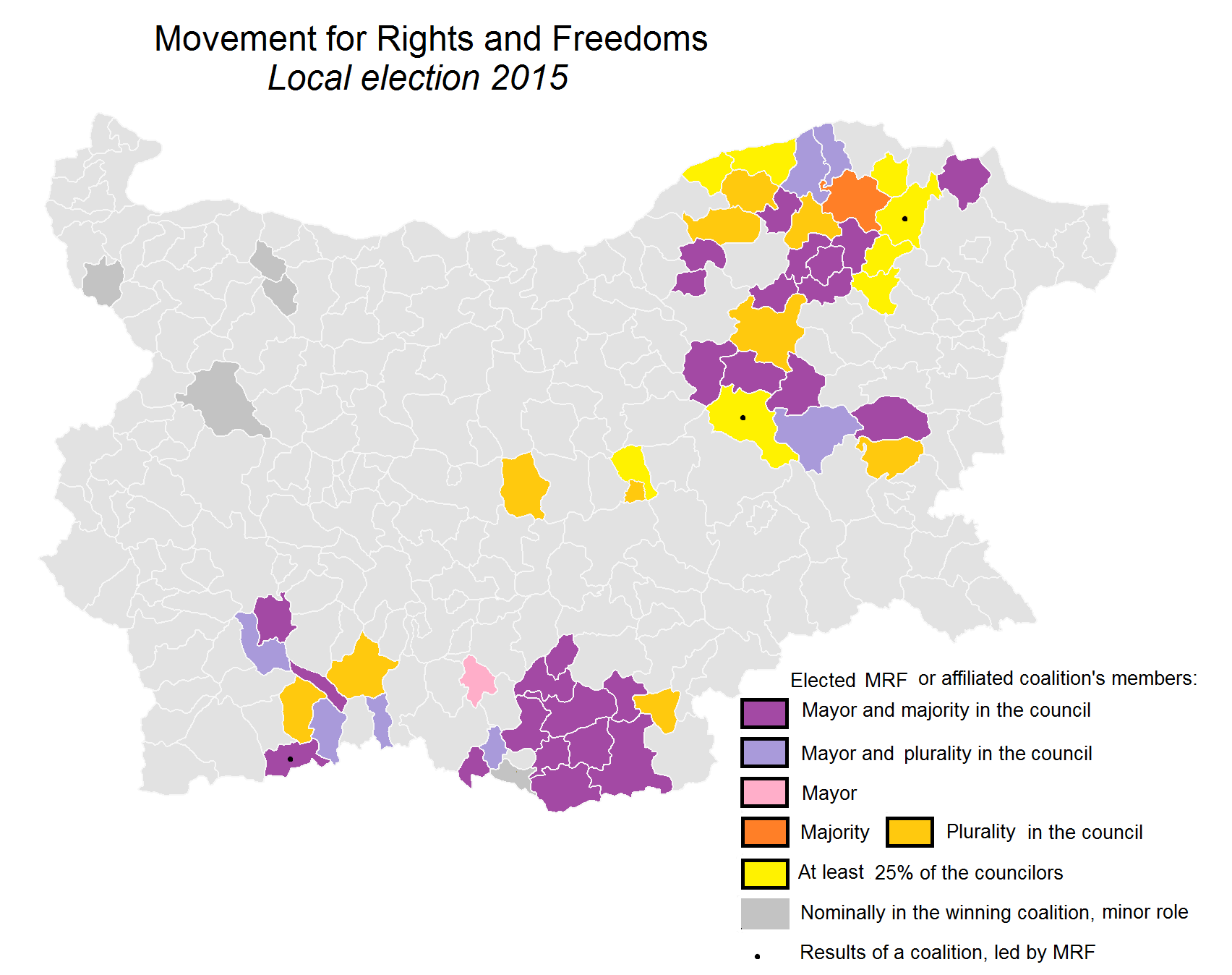
Partiets stöd i kommunalvalet 2015
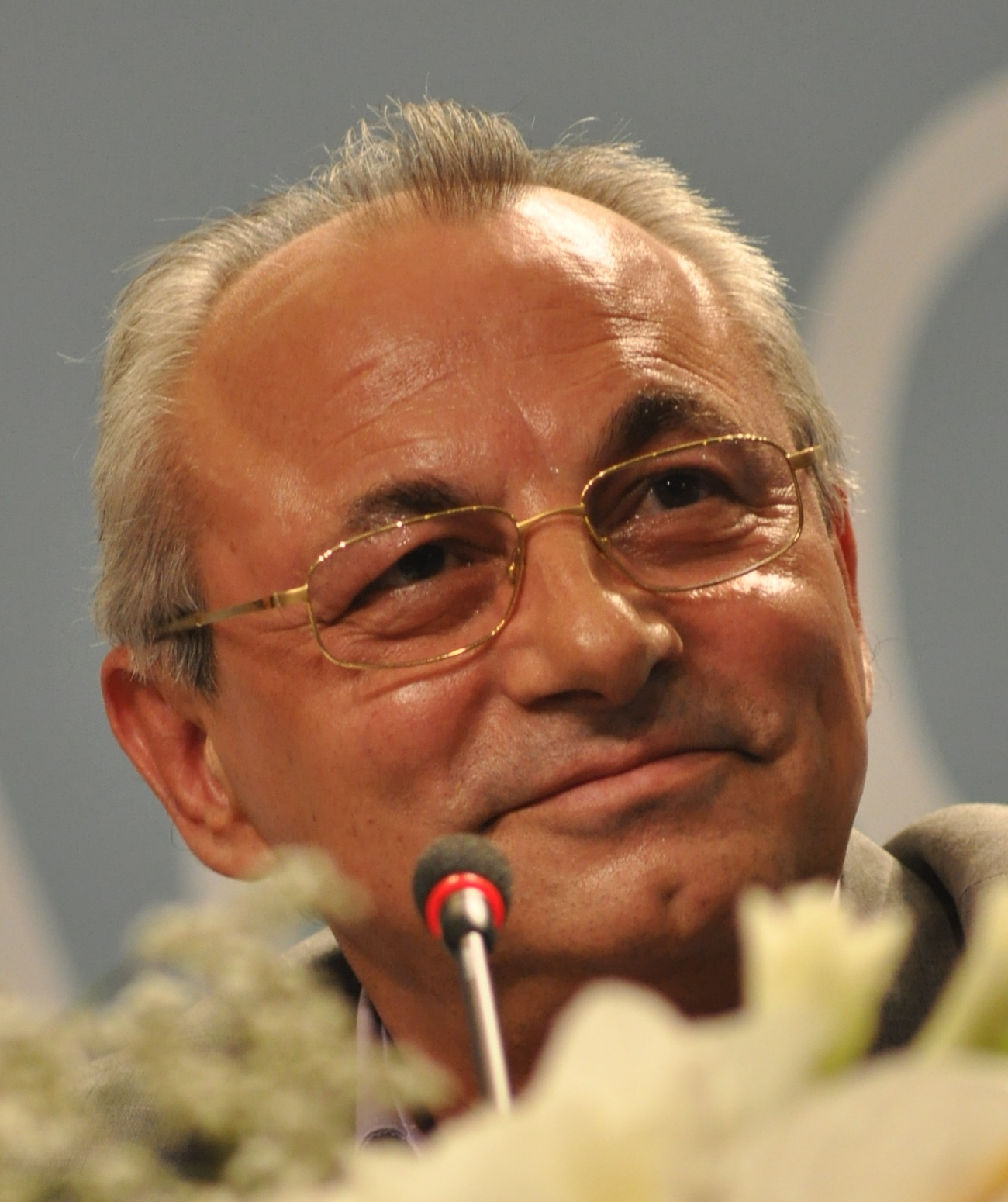
Hederspresidenten Dogan